# 坎菲爾德鎮區 (北達科他州伯利縣)
坎菲爾德鎮區（英語：Canfield Township）是位於美國北達科他州伯利縣的一個鎮區。

## 地方資料
坎菲爾德鎮區的面積為93.09平方千米，當中陸地面積為91.96平方千米，而水域面積為1.13平方千米。根據2010年美國人口普查的數據，當地共有人口11人，而人口密度為每平方千米0.12人。